# Bicyclus angulosa
Bicyclus angulosa je leptir iz porodice šarenaca. Pronađen je od Senegala do Kameruna, u Srednjoafričkoj Republici, DR Kongu, Sudanu, Ugandi, Etiopiji, Keniji, Angoli, Tanzaniji, Zambiji, Malaviju, Mozambiku i Zimbabveu. Nastanjuje guste savane, uključujući šume porodice Brachystegia.
Oba spola privlači fermentirajuće voće.

## Podvrste
- Bicyclus angulosa angulosa (od Senegala do Kameruna, Srednjoafrička Republika, sjeverna i istočni dio Demokratske Republike Kongo, Sudan, Uganda, zapadna Kenija, Etiopija)
- Bicyclus angulosa selousi (Trimen, 1895.) (Angola, južni dio DR Konga, Tanzanija, Zambija, Malavi, Mozambik, sjeverni i sjeveroistočni dio Zimbabvea)

## Vanjske poveznice
|  | Zajednički poslužitelj ima još gradiva o temi Bicyclus angulosa |